# Wunder Heilung
Wunder Heilung ist ein 2012 veröffentlichter Dokumentarfilm des österreichischen Wissenschaftsjournalisten Kurt Langbein. Er schildert darin Beispiele kompletter Ausheilungen von Krebserkrankungen, welche jeweils nicht ausschließlich medizinisch erklärbar waren (Spontanheilungen). Langbein beschäftigt sich mit dem Anteil der Psyche an der Heilung, u. a. durch den Placebo-Effekt. Der Film wurde 2013 als bester TV-Dokumentarfilm mit dem Romy ausgezeichnet.

## Die Patienten
Im Film werden vier Patienten vorgestellt, die von Krebs geheilt wurden.
- Kurt Langbein selbst erkrankte an Prostatakrebs. Der Gleason-Score betrug bei ihm 8 von 10. Er entschied sich für eine Strahlentherapie sowie eine „onkologische Psychotherapie“ und ist zum Zeitpunkt der Fertigstellung des Films krebsfrei.
- Bettina Reiter, selbst Ärztin und Psychotherapeutin, begab sich wegen Verdauungsbeschwerden in eine Klinik. Bei einer Operation wurden bei ihr Eierstockkrebs und Metastasen im Bauchraum entdeckt. Die behandelnden Ärzte schätzten ihre weitere Lebenserwartung auf sechs Monate. Reiter ließ sich konventionell therapieren, nahm aber zusätzlich auch alternative, ganzheitliche Therapieangebote wahr (u. a. künstliches Fieber). Zum Zeitpunkt des Entstehens des Films ist Reiter krebsfrei.
- Winfried Egger, ein Förster aus Wien, wurde im Jahr 2000 zwangspensioniert. Im Jahr 2005 wurde ihm Bauchspeicheldrüsenkrebs diagnostiziert. Egger führt seine Krebserkrankung auf die Zwangspensionierung zurück. Nach Operation und Chemotherapie wendet er sich an eine „Ganzheitsmedizinerin mit psychoonkologischer Ausbildung“. Daneben findet er Halt im Glauben, er betet viel. Zum Zeitpunkt des Entstehens des Films ist  Egger krebsfrei.
- Helmut Bayreuther aus Franken hatte Darmkrebs mit Metastasen in Leber und Nieren. Nach fünf Durchgängen konventioneller Chemotherapie brach er, gegen den Rat seiner Ärzte in Erlangen, die Behandlung ab („Ich [...] hatte keine Kraft mehr“). Er ließ sich stattdessen in der Hufeland-Klinik in Bad Mergentheim mit einer Kombination aus milderer Chemotherapie, künstlichem Fieber und verschiedenen psychotherapeutischen Maßnahmen behandeln.  Bayreuther begann zu joggen und Rad zu fahren. Nach zwei Jahren war er krebsfrei. Langbein kommentiert im Film: „Seit mehr als einem Dutzend Jahren kommt Herr Bayreuther nun einmal jährlich zur Kur und Kontrolle. Die Leber ist frei von Krebs, er ist gesund.“

## Erklärungsversuch
Langbein baut im Film folgende Ursache-Wirkung-Kette auf:
Der Patient nimmt die Krankheit an, d. h. er akzeptiert die Möglichkeit, an dieser Krankheit zu sterben. Dadurch verändert sich sein Bewusstsein, also die Einstellung zu sich selbst. Diese Bewusstseinsänderung kann durch verschiedene Maßnahmen, z. B. durch eine Psychotherapie, unterstützt und gelenkt werden. Sie aktiviert oder stärkt Selbstheilungskräfte des Körpers, welche bisher durch naturwissenschaftliche Methoden nur teilweise erforscht werden konnten.
Die Selbstheilungskräfte „besiegen“, im Zusammenspiel mit Therapiemaßnahmen (Operation, Bestrahlung, Chemotherapie, künstliches Fieber etc.), den Krebs. Hierbei spielt auch der Placebo-Effekt eine Rolle. Langbein kommentiert: „Wenn Stimmungen das Immunsystem beeinflussen, müsste eigentlich die Zuversicht in Heilung die Heilung begünstigen. Schon der Glaube an die Wirkung einer Therapie ist tatsächlich wirksam.“

## Wissenschaftliche Belege
Langbein spricht mit einer Reihe internationaler Forscher aus verschiedenen Fachrichtungen, um dem Rätsel der Spontanheilungen auf die Spur zu kommen, und beschreibt deren Forschungsarbeiten.
- Der Neurobiologe Gerald Hüther erläutert, dass dauerhafter Stress in Verbindung mit Ohnmachtsgefühlen, wie sie durch Krebs ausgelöst werden, die körpereigene Abwehr lahmlegten.
- Martha McClintock vom Institute for Mind and Biology at the University of Chicago führte Untersuchungen an Klon-Mäusen durch. Eine Gruppe von Mäusen wurde in Familien gehalten. Die Mäuse der anderen Gruppe wurden jeweils einzeln gehalten, sie konnten die anderen Mäuse zwar sehen, aber keinen Kontakt zu ihnen aufnehmen. Diese Isolation rief bei den Mäusen Stress hervor. Die isoliert gehaltenen Mäuse bekamen viel früher Brustkrebs, ihre Lebenserwartung war um 40 % niedriger, ihre Sterblichkeit viel höher und der Krebs wuchs bei ihnen achtmal schneller. Es gelang der Nachweis, „dass die Stresshormone unmittelbar am Krebsgeschehen beteiligt sind“. McClintock äußert die Hypothese, „dass Stresshormone die Funktion der Gene im Hirngewebe beeinflussen“.
- Sarah Gehlert vom Institute for Public Health fand heraus, dass schwarze Frauen in Chicago zu 68 % häufiger an Brustkrebs sterben als weiße Frauen. Afro-Amerikanerinnen leben häufig in Bezirken mit vielen leerstehenden Häusern, die oft von Drogendealern und -konsumenten aufgesucht werden. Durch diese gefährliche Umgebung verändert sich der Stoffwechsel der Frauen, sie schlafen nicht mehr tief, weisen hohe Stresswerte auf und haben ein hohes Risiko für „triple negative breast cancer“, den Brustkrebstyp mit der schlechtesten Prognose. Die Angst vor Kriminalität führt zu Abschottung, diese zu Isolation und diese wiederum zu einem „Burn-Out des Immunsystems“ bei 2/3 der Frauen, wie Untersuchungen von Speichelproben ergaben. Cleola Richmond, eine der von Gehlert untersuchten Brustkrebspatientinnen, kommt im Film zu Wort: „Hier in der Straße sind wir alle alleinstehende Frauen. Die Männer sind tot und die Kinder aus dem Haus. Ich habe vorne und hinten eine Sicherheitstür und abends gehe ich nicht raus. Wenn ich in die Kirche gehe, holt mich wer ab und bringt mich zurück. So ist es sicher.“ Und: „Ich bin ausbehandelt. Ich habe bereits das Stadium IV erreicht. Mir bleibt nur der feste Glaube, dass Gott mir helfen wird.“
- Christian Schubert (Psychoneuroimmunologe, Innsbruck) konnte durch die Untersuchung von Urinproben nachweisen, dass positive und negative Erlebnisse sich mit bis zu 90 Stunden Verzögerung auf das Immunsystem auswirken. Er äußert sich auch zur stärkenden Wirkung religiösen Glaubens: „Studien zeigen, dass Menschen, die an Gott glauben, weniger psychopathologisch auffällig sind, also sie leiden weniger an Depressionen, weniger an Ängsten, weniger an Somatisierungsstörungen.“ „Das Meditieren, dieser spirituelle Anteil, der ist wirksam. Aber inwieweit jetzt das katholische Gebet zum Beispiel ebenso Effekt hat auf immunologische, hormonelle Faktoren, die sehr nah an Gesundheit oder an Krankwerden stehen, dazu gibt es keine Ergebnisse.“ „Es gibt auch einige Studien, die zeigen können, dass Religion auf der einen Seite sehr positive Effekte haben kann. Aber in dem Moment, wo das Ganze in Richtung Angst kippt und in Richtung Strenge und Schuld, dort gibt es auch deutlich negative Effekte, auch auf Gesundheit.“ Soziale Beziehungen stärken ebenfalls das Immunsystem. Religiöse Menschen, die z. B. einer Kirchengemeinde angehören, haben vielleicht dadurch einen Vorteil.
- Bei der Untersuchung von Blutproben, die man Schauspielerinnen und Schauspielern nach bestimmten Szenen abnahm, konnte nachgewiesen werden, dass sogar gespielte Gefühle das Immunsystem beeinflussen. Positive Gefühle steigern dessen Aktivität, negative Gefühle mindern sie. Im Film wird nicht angegeben, wann, wo und von wem diese Untersuchungen gemacht wurden.
- An zwei Gruppen von Kniearthrosepatienten wurde eine Studie durchgeführt. Die Patienten der einen Gruppe wurden minimalinvasiv operiert, den Patienten der anderen Gruppe wurde durch oberflächliche Schnitte nur vorgetäuscht, sie seien operiert worden. In beiden Gruppen waren nach zwei Jahren je 90 % der Patienten mit dem Erfolg der OP zufrieden, die zum Schein operierten empfanden sogar weniger Schmerzen. Auch zu dieser Studie wird im Film nicht gesagt, wann, wo und von wem sie durchgeführt wurde.
- Der Neurophysiologe Fabrizio Benedetti aus Turin untersucht den Placebo-Effekt u. a. an Parkinson-Patienten, denen ein Hirnschrittmacher eingesetzt wurde. Die vorherige Ankündigung, dass der Hirnschrittmacher gleich aktiviert würde, verstärkte den durch das Gerät bewirkten Effekt. Sogar eine solche Ankündigung ohne nachfolgendes Einschalten des Hirnschrittmachers führte zu einem deutlich messbaren Effekt. Langbein kommentiert: „Die Überzeugung, dass einem geholfen wird, hilft also tatsächlich.“ Und: „Ein guter Arzt heilt auch durch die Kraft der Überzeugung, dass er heilen kann.“
- Der Neurowissenschaftler Manfred Schedlowski forscht ebenfalls zum Placebo-Effekt. In einem seiner Versuche tranken Probanden eine neuartig aussehende und schmeckende Flüssigkeit und nahmen parallel dazu Immunsuppressiva ein. Nach ein paar Wochen reichte allein das Getränk zur Erzielung des Effekts aus.
- Die Ärztin Nina Reis von der Hufeland-Klinik Bad Mergentheim sagt: „Die Krankheit ist im menschlichen Körper entstanden. Dort liegt auch die Heilung.“
- Der Experte für künstliches Fieber Ralf Kleef betont die Notwendigkeit auch der konventionellen Therapiemaßnahmen. Er ist jedoch auch davon überzeugt, dass Gedanken und die Art des Denkens Einfluss auf die Gesundheit und auf die Genesung von Krebs haben. Er sagt: „Gegen sie steht natürlich das kollektive Unbewusste, das sagt, das kann man nicht schaffen, das ist eine tödliche Erkrankung. Und ich bin sicher, dass dieser feste Glaube, dieser Wille, diese Erkrankung zu überleben, die Basis einer jeglichen Heilung ist.“

## DVD, Buch
Der Film ist 2014 unter dem Titel Wunder Heilung – Die Kraft von Zuversicht und Vertrauen auf DVD erschienen.
Kurt Langbein hat zum gleichen Thema das Buch Radieschen von oben – Über Leben mit Krebs geschrieben. Es erschien 2012 im Ecowin Verlag, Salzburg.